# Erstfeld
Erstfeld este o comunitate administrativă cu suprafața de 59.20 km² și o populație de 3715 loc.  situată în cantonul Uri, Elveția. Erstfeld este situat pe o linie de tranzit importantă, ruta  Gotthard, poziția centrală a comunității înlesnește legături cu diferite regiuni din Elveția. 